# 8 Dywizja Piechoty Zmotoryzowanej
8 Dywizja Piechoty Zmotoryzowanej (8 DPZ) – związek taktyczny ludowego Wojska Polskiego.
Dywizję utworzono w marcu 1949 w oparciu o: 8 Dywizję Piechoty, 9 pułk czołgów średnich i 28 pułk artylerii pancernej. 8 Dywizja Piechoty Zmotoryzowanej weszła razem z 16 Dywizją Pancerną w skład 1 Korpusu Pancernego podporządkowanego dowódcy Pomorskiego Okręgu Wojskowego. Dywizję rozlokowano w rejonie: Koszalin, Kołobrzeg, Słupsk, Rogowo i Unieście.
Dywizja posiadała w swoim składzie: trzy zmotoryzowane pułki piechoty, pułk czołgów średnich i batalion rozpoznawczy. Zmotoryzowany pułk piechoty był w praktyce „klasycznym” pułkiem piechoty wyposażonym dodatkowo w samochody ciężarowe. W skład pułku wchodziły trzy bataliony piechoty, dywizjon artylerii, batalion szkolny i pododdziały zabezpieczenia. W pułku czołgów średnich batalion artylerii pancernej uzbrojony był w działa pancerne SU-85.
Rozkazem ministra Obrony Narodowej Nr 0054/Org. z 12 czerwca 1950 8 Dywizja Piechoty Zmotoryzowanej została przeformowana na 8 Dywizję Zmechanizowną.

## Struktura organizacyjna
- Dowództwo i sztab – Koszalin
- 32 zmotoryzowany pułk piechoty – Rogowo
- 34 zmotoryzowany pułk piechoty – Słupsk
- 39 zmotoryzowany pułk piechoty – Trzebiatów
- 9 Łużycki pułk czołgów średnich – Słupsk
- 34 pułk artylerii lekkiej – Kołobrzeg
- 91 Wejherowski pułk artylerii przeciwpancernej – Kołobrzeg
- 15 pułk moździerzy - Kołobrzeg
- 12 dywizjon artylerii przeciwlotniczej - Koszalin
- 5 batalion rozpoznawczy - Koszalin
- 19 batalion saperów – Unieście
- 28 batalion łączności – Koszalin
- 41 kompania samochodowa - Koszalin
- Ruchomy Warsztat Naprawy Czołgów nr 1 - Słupsk
- Ruchomy Warsztat Naprawy Sprzętu Artyleryjskiego nr 2 - Kołobrzeg
- Ruchomy Warsztat Naprawy Samochodów nr 3 - Koszalin

Dywizja liczyła etatowo 10.028 żołnierzy i 175 pracowników cywilnych. Jej zasadnicze uzbrojenie stanowiło: 76 czołgów średnich, 21 dział pancernych, 5 samochodów pancernych, 73 armaty 76 mm, 26 haubic 122 mm, 90 moździerzy 82 mm i 60 moździerzy 120 mm.